# Brief aan een christelijke natie
Brief aan een christelijke natie: Het geloof op de proef gesteld (oorspronkelijke Engelse titel: Letter to a Christian Nation) is een boek uit 2006 van de Amerikaanse auteur, filosoof en neurowetenschapper Sam Harris.

## Context
Na veel kritiek op zijn eerder boek Van God los (2004) wilde Harris zijn critici op degelijke wijze van repliek dienen. Brief aan een christelijke natie kwam ook ongeveer gelijktijdig uit met de boeken van de gelijkgestemde Richard Dawkins (God als misvatting), Daniel Dennett (De betovering van het geloof) en Christopher Hitchens (God is niet groot); samen met Harris kwamen zij bekend te staan als The Four Horsemen oftewel "De Vier Ruiters". Soms wordt Ayaan Hirsi Ali (Mijn Vrijheid) gezien als de "Fifth Horseman" of de "Horsewoman". Alle vijf auteurs zagen dat het maatschappelijke klimaat in de wereld sinds de Aanslagen op 11 september 2001 steeds verder werd verstoord door religieuze tegenstellingen en fundamentalisme, en dat het tijd was voor een krachtig seculier, atheïstisch antwoord, teneinde een scenario van "botsende beschavingen" te voorkomen.

## Inhoud
In zijn als een 'brief' gepresenteerd betoog spreekt Harris een doorsnee 'christen' uit de Verenigde Staten aan over de zorgen die hij heeft over diens religieuze opvattingen. Harris zegt dat het feit dat toen het boek in 2006 uitkwam meer dan de helft van de Amerikanen het creationisme en andersoortige fundamentalistische opvattingen aanhing 'als een morele en intellectuele noodsituatie moet worden beschouwd'. Dit kunnen de Verenigde Staten zich niet veroorloven, en daarom moet volgens Harris worden afgerekend met een heel stel traditionele denkwijzen, zoals weerstand tegen het onderwijzen van de evolutietheorie, wetenschap in het algemeen en goede seksuele voorlichting (homoseksualiteit, voorbehoedsmiddelen en abortus), maar ook de soms veronderstelde rechtvaardigheid van religieus geweld. Deze opvattingen hebben ten eerste een slechte of helemaal geen wetenschappelijke basis, maar ten tweede vooral ontzettend slechte gevolgen voor de Amerikaanse maatschappij en 
zouden zelfs een bedreiging vormen voor de menselijke beschaving. Harris hoopt dat het niet zo ver zal komen en dat men een
seculiere universele ethiek zal ontwikkelen en een maatschappij bouwen op voortschrijdend wetenschappelijk inzicht in de wereld en het wezen van de mens.
In 2007 voegde Richard Dawkins nog een voorwoord toe, waarin hij christenen aanspoort hun opvattingen door Harris in vraag te laten stellen: "Overleeft u het spervuur van Sam Harris, dan kunt u met een gerust hart de hele wereld aan. Maar vergeeft u mijn twijfel: Harris mist nooit, met geen enkele zin, en daarom is zijn boekje even verpletterend als het kort is."